# روبن گارسیا
روبن گارسیا سانتوس (زاده ۱۴ ژوئیه ۱۹۹۳) یک فوتبالیست اسپانیایی است که به عنوان وینگر چپ در کالیفرنیا اوساسونا بازی می‌کند.

## حرفهٔ باشگاهی

### لوانته
گارسیا در والنسیا، جامعه والنسیا متولد شد و فارغ‌التحصیل سیستم جوان محلی Levante UD شد و اولین دوره ارشد خود را با ذخایر Tercera División انجام داد. در سال ۲۰۱۱، او با بازگشت به والنسیا CF پیوند خورد، اما توافقی حاصل نشد. در ۳۱ ژانویه سال بعد، او قرارداد حرفه ای امضا کرد که تا سال ۲۰۱۶ ادامه دارد.
در ۲ سپتامبر ۲۰۱۲، گارسیا اولین حضور خود در لالیگا را به دست آورد، و در خانه ۳ بر ۲ مقابل ربیلی اسپانیول به عنوان جایگزین برای نبیل ال زار قرار گرفت. در ۲۱ اکتبر، در همان رقابت، او تنها پاس گل بازی مقابل ختافه CF، به میشل ارائه داد.
گارسیا در ۹ دسامبر ۲۰۱۲، در خانه ۴–۰ مقابل ر سی دی مایورکا ، اولین گل برتری خود را به ثمر رساند. در ژانویه سال بعد، او به‌طور دائمی به تیم اول ارتقاء پیدا کرد و به او شماره یازده اعطا شد.
در تاریخ ۲۸ ژوئیه ۲۰۱۷، پس از شرکت در ۱۷ بازی بدون گل در ارتقاء پرواز برتر، گارسیا به مدت یک سال به باشگاه Segunda División Sporting de Gijón قرض داده شد.
در ۲۰ اوت ۲۰۱۸، گارسیا با یک قرارداد سه ساله در تیم لیگ برتری  CA اوساسونا در انتقال آزاد موافقت کرد - لوانته همچنین ۵۰٪ از حقوق فدراسیون بازیکن را حفظ کرد. در تاریخ ۲۱ ژوئن بعد، پس از کمک به آنها برای دستیابی به رده‌های برتر به عنوان قهرمان، گارسیا به‌طور کامل خریداری شد و قرارداد خود را در ورزشگاه الصدار تا سال ۲۰۲۳ تمدید کرد.

## حرفه بین‌المللی
در ۱۹ ژانویه ۲۰۱۲، گارسیا برای تمرین با تیم زیر ۱۹ سال اسپانیا فراخوانده شد.